# Miss Universo El Salvador 2024
Miss Universo El Salvador 2024 se llevó a cabo en el Teatro Presidente de la ciudad capital de San Salvador, El Salvador el 7 de septiembre del 2024. 14 candidatas de diferentes partes de la República Salvadoreña compitieron por el título. Al final del evento Isabella García-Manzo de San Salvador coronó a Florence García de San Miguel como su sucesora. La ganadora representara a El Salvador en Miss Universo 2024.

## Resultados
| Resultado final                                         | Candidata |
| ------------------------------------------------------- | --- |
| Miss Universo El Salvador 2024                          | - San Miguel - Florence García |
| Primera Finalista (Miss International El Salvador 2024) | - Santa Ana - Luciana Martínez |
| Segunda Finalista                                       | - Ahuachapán - Giselle Sandoval |
| Top 5                                                   | - La Libertad - Jocelyn Gallegos - La Unión - Iris Guerra                                                                                            |
| Top 10                                                  | - Morazán - Tifany Montenegro - San Salvador - Debora Guadron - San Vicente - Diana Portillo - Sonsonate - Bianca Marenco - Usulután - Saori Pacheco |

## Jurado
- Laura Medrano - Creadora de contenido.
- Gonzalo Cisco - Estilista y consultor de imagen.
- Daysi Martínez - Empresaria hotelera.
- José Quintanilla - Estilista profesional.
- José Vázquez - Maquillista Profesional.

## Candidatas
14 candidatas compitieron por el título.
| Departamento | Candidata                            | Edad | Estatura |
| ------------ | ------------------------------------ | ---- | -------- |
| Ahuachapán   | Giselle Sandoval                     | 26   | 1.64     |
| Cabañas      | Crissia Aguilar                      | 23   | 1.70     |
| Chalatenango | Elizabeth Morales                    | 21   | 1.66     |
| Cuscatlán    | Paola Bermúdez                       | 20   | 1.69     |
| La Libertad  | Jocelyn Gallegos                     | 27   | 1.79     |
| La Paz       | Karla Vázquez                        | 28   | 1.62     |
| La Unión     | Iris Yazminhe Guerra Rivera          | 28   | 1.78     |
| Morazán      | Tifany Montenegro                    | 23   | 1.80     |
| Santa Ana    | Luciana Fernanda Martínez Cienfuegos | 25   | 1.70     |
| San Miguel   | Florence Giselle García              | 25   | 1.80     |
| San Salvador | Debora Guadron                       | 25   | 1.75     |
| San Vicente  | Diana Portillo                       | 24   | 1.71     |
| Sonsonate    | Bianca Marenco                       | 25   | 1.68     |
| Usulután     | Saori Pacheco                        | 20   | 1.75     |